# Ben Watson
Ben Watson, född 9 juli 1985, är en engelsk fotbollsspelare (mittfältare) som spelar för Charlton Athletic. Han har tidigare spelat för Wigan Athletic, Crystal Palace, Watford och Nottingham Forest, samt varit utlånad till Queens Park Rangers och West Bromwich Albion.

## Karriär
Den 5 februari 2018 värvades Watson av Nottingham Forest, där han skrev på ett 2,5-årskontrakt. Den 25 september 2020 värvades Watson av Charlton Athletic, där han skrev på ett ettårskontrakt med option på ytterligare ett år. Den 22 juni 2021 förlängde Watson sitt kontrakt med ett år.